# 丸谷肇
丸谷 肇（まるたに はじめ、1946年 - 2016年3月14日）は、日本の社会学者、鹿児島国際大学福祉社会学部教授を歴任。専門は、雇用・労働問題。

## 経歴
1969年に法政大学社会学部を卒業し、1973年に同大学院修士課程を修了し、1978年に博士課程を満期退学した。
1977年、日本国家公務員労働組合連合会（国公労連）に専従職員として入職し、1989年には調査部長となった。
1993年に鹿児島経済大学社会学部（鹿児島国際大学福祉社会学部の前身）助教授となり、1999年に教授へ昇任、2000年からは改組に伴い鹿児島国際大学福祉社会学部教授となった。
この間、1993年からは行財政総合研究所理事を務め、1994年からは法政大学大原社会問題研究所嘱託研究員でもあった。
また、大学教員に転じた後も、労働運動に関わり、日本私立大学教職員組合連合中央執行委員長などを務めた。
2014年に大学の学長の権限を強化する学校教育法と国立大学法人法の改正の国会審議が進められていた当時には、内田樹らとともに反対の署名運動を呼びかけた。
2015年春に定年のため鹿児島国際大学を退職し、実家のある市川市に移った。

## おもな著書

### 単著
- 日本の雇用政策：その展開と特質、いなほ書房/青雲社、2004年